# Stanislav Levý
Stanislav Levý (ur. 2 maja 1958 w Pradze) – czeski trener piłkarski, piłkarz grający na pozycji obrońcy w reprezentacji Czechosłowacji.

## Życiorys
Przez większą część swojej kariery związany był z praskim klubem Bohemians 1905, z którym w sezonie 1982/1983 wywalczył mistrzostwo Czechosłowacji, w tym samym sezonie jego drużyna dotarła też w pucharze UEFA do półfinału. W barwach Bohemians wystąpił łącznie w ponad dwustu meczach ligowych i w trzydziestu meczach rozgrywanych w europejskich pucharach. Karierę piłkarską zakończył w Niemczech grając w berlińskich klubach drugiej Bundesligi. Levý występował także w reprezentacji narodowej Czechosłowacji, rozegrał w niej łącznie 25 meczów, po raz pierwszy zagrał w spotkaniu eliminacyjnym do Mistrzostw Europy 1984 z Cyprem 27 marca 1983 r. Ostatni występ zaliczył w meczu towarzyskim z Bułgarią 23 marca 1988 r. Po zakończeniu kariery pracuje jako trener, początkowo trenował kluby niemieckie i czeskie, ostatnio prowadził albański klub Skënderbeu Korcza, z którym wywalczył mistrzostwo kraju. 3 września 2012 r. objął stanowisko trenera mistrza Polski Śląska Wrocław po dymisji Oresta Lenczyka. 23 lutego 2014 roku został zwolniony.